# Доротея София фон Золмс-Хоензолмс
Доротея София фон Золмс-Хоензолмс (на немски: Dorothea Sophie zu Solms-Hohensolms; * 17 октомври 1595, Бутцбах, Хесен; † 8 януари 1660, Шилингсфюрст, Бавария) е графиня от Золмс-Хоензолмс и чрез женитба графиня на Хоенлое-Валденбург в Шилингсфюрст и Глайхен.

## Произход
Тя е дъщеря на граф Херман Адолф фон Золмс-Хоензолмс (1545 – 1613) и съпругата му графиня Анна София фон Мансфелд-Хинтерорт (1562 – 1601), дъщеря на граф Йохан фон Мансфелд-Хинтерорт (1526 – 1567) и втората му съпруга Маргарета фон Брауншвайг-Люнебург (1534 – 1596), дъщеря на херцог Ернст I фон Брауншвайг-Люнебург-Целе. Сестра е на граф Филип Райнхард I (1593 – 1636), Юлиана Доротея (1592 – 1649), омъжена през 1613 г. в дворец Шаумбург за граф Херман II фон Вид-Нойвид († 1631), и на Анна Маргарета (1597 – 1670), омъжена през 1632 г. във Франкфурт за граф Йохан Конрад фон Золмс-Браунфелс-Грайфенщайн († 1635).
Доротея София умира на 8 януари 1660 г. в Шилингсфюрст, Бавария, на 64 години, и е погребана във Франкенхайм.

## Фамилия
Доротея София се омъжва на 7 април 1616 г. в Бутцбах за граф Георг Фридрих II фон Хоенлое-Шилингсфюрст (1595 – 1635). Те имат 16 деца:
- Елизабет Доротея (1617 – 1655), омъжена на 26 юли 1635 г. за граф Георг Албрехт I фон Ербах (1597 – 1647)
- Ернестина София (1618 – 1701), омъжена на 24 февруари 1656 г. за граф Вилхелм II фон Золмс-Браунфелс-Грайфенщайн (1609 – 1676)
- Филипина Сабина (1620 – 1681), омъжена на 20 октомври 1663 г. за граф Фридрих III фон Вид (1618 – 1698)
- Мориц Фридрих (1621 – 1646)
- Мария Юлиана (1622 – 1675), омъжена на 23 януари 1650 г. за маркграф Карл Магнус фон Баден-Дурлах (1621 – 1658)
- Георг Адолф (1623 – 1656)
- Вилхелм Хайнрих (1624 – 1656)
- Шарлота Христина (1625 – 1677), омъжена на 22 ноември 1656 г. за граф Георг Ернст фон Ербах-Вилденщайн (1629 – 1669)
- Крафт (1626 – 1644)
- Христиан (1627 – 1675), граф на Хоенлое-Бартенщайн и Глайхен, женен на 18 февруари 1658 г. за графиня Луция фон Хатцфелд и Глайхен (1634 – 1716)
- Йоахим Албрехт (1628 – 1656)
- Луиза (Лудовика) (1629 – сл. 1665)
- Ернст Ото (1631 – 1644 във Виена), полковник
- Лудвиг Аксел (1633 – 1633)
- Лудвиг Густав (1634 – 1697), граф на Хоенлое-Валденбург-Шилингсфюрст, женен I. на 18 февруари 1658 г. за Мария Елеанора фон Хатцфелд (1632 – 1667), II. на 17 юли 1668 г. за Анна Барбара фон Шьонборн (1648 – 1721)
- Георг Фридрих (*/† 16 февруари 1636)